# Can Cuiàs (métro de Barcelone)
Can Cuiàs est une station terminus de la ligne 11 du métro de Barcelone.

## Situation sur le réseau
La station se situe sous la rue du Contournement (Carrer de la Circumval·lació), sur le territoire de la commune de Montcada i Reixac. Elle est située après la station Ciutat Meridiana et constitue le terminus de la ligne 11.

## Histoire
La station ouvre au public en 2003, à l'occasion de la mise en service de la ligne 11.

## Services aux voyageurs

### Accès et accueil
La station dispose de deux voies et deux quais latéraux, mais une seule voie et un seul quai sont destinés au service commercial : l'autre voie sert de voie de garage et son quai ne dispose pas d'accès au public.